# Martha and Eve
Martha and Eve è un duo britannico di musiciste, cantanti ed, in passato, attrici comiche. Entrambe le componenti, Martha Lewis e Eve Polycarpou, sono di origine cipriota.

## Storia del gruppo
Inizialmente il duo si chiamava Donna & Kebab (1990-1992); quando si cominciarono a concentrare maggiormente sull'attività musicale, cambiarono nome in donna & kbb (1992-1996), con cui effettuarono le loro prime registrazioni: donna & kbb - unplugged nel 1994, ed il singolo Je t'aime nel 1996.
Cominciarono, in seguito, dapprima ad affiancare al vecchio l'attuale nome (a partire dal loro primo vero e proprio album, donna & kbb are Martha and Eve; in seguito Martha and Eve è divenuto gradualmente l'unico nome (a partire da Absolutely Live del 2004). In realtà, già l'album precedente, Stay, riportava sulla copertina la sola dicitura Martha and Eve, ma sul retro si poteva ancora leggere formerly known as donna & kbb.
La Polycarpou ha proseguito parallelamente anche la carriera di attrice, mentre la Lewis quella di compositrice e di leader del gruppo Cafe Aman.

## Discografia

### donna & kbb

#### Album
- donna & kbb - unplugged (1994)

#### Singoli
- Je t'aime (1995)

### donna & kbb/Martha and Eve

#### Album
- donna & kbb are Martha and Eve (1996)
- Stay (2001)

#### EP
- 5 Track Sampler (1999)

### Martha and Eve

#### Album
- Absolutely Live (2003)